# XIII wiek p.n.e.
XIII wiek p.n.e.

XV wiek p.n.e. XIV wiek p.n.e. XIII wiek p.n.e. XII wiek p.n.e. XI wiek p.n.e.

## Zmarli
- 1292 p.n.e. – Horemheb, egipski faraon z osiemnastej dynastii
- 1290 p.n.e. – Ramzes I, egipski faraon, założyciel dziewiętnastej dynastii
- 1279 p.n.e. – Seti I, egipski faraon z dziewiętnastej dynastii
- 1213 p.n.e. – Ramzes II, egipski faraon z dziewiętnastej dynastii

## Wydarzenia na świecie
Wydarzenia w Europie
- pomiędzy 1300 a 1250 p.n.e. – bitwa nad rzeką Tollense
- około 1250 p.n.e. – początek egejskiej wędrówki ludów

Wydarzenia w Azji
- około 1300 p.n.e. – Asyryjczycy podbili wschodnią część państwa Mitanni
- około 1280 p.n.e.
  - bitwa pod Kadesz pomiędzy Egiptem i Hetytami
  - Egipt i Hetyci podzielili między siebie Syrię
- 1244 p.n.e. – władcą Asyrii został Tukulti-Ninurta I
- około 1220 p.n.e. – Asyryjczycy przejęli władzę nad Babilonem
- po 1220 p.n.e. – Hebrajczycy osiedlili się w Kanaanie

Wydarzenia w Afryce
- 1290 p.n.e. (1279 p.n.e.?) – Ramzes II objął władzę w Egipcie i rozpoczął budowę świątyni w Abu Simbel
- po 1250 p.n.e. – wyjście Izraelitów z Egiptu

Wydarzenia w Ameryce
Wydarzenia w Australii